# Heartbeat (entreprise)
Pour les articles homonymes, voir Heartbeat.
 (avril 2020).
Si vous disposez d'ouvrages ou d'articles de référence ou si vous connaissez des sites web de qualité traitant du thème abordé ici, merci de compléter l'article en donnant les références utiles à sa vérifiabilité et en les liant à la section « Notes et références ».
Heartbeat est une entreprise japonaise de développement de jeux vidéo fondée en 1992. La compagnie cesse ses activités en 2002, mais certains de ses membres créent Genius Sonority, une société qui développe des jeux pour Nintendo.

## Jeux développés
- Dragon Quest III (remake sur Super Nintendo)
- Dragon Quest VI : Le Royaume des songes (Super Nintendo)
- Dragon Quest VII (PlayStation)
- Dragon Quest IV : L'Épopée des élus (remake sur PlayStation)